# Chen Shu-chih
Chen Shu-chih (* 1971) ist eine ehemalige taiwanische Gewichtheberin.

## Werdegang
Chen Shu-chih wuchs in Tainan auf und besuchte dort die High-School. Sie betrieb Leichtathletik und als Ausgleichssport Gewichtheben. 1987 erfuhr sie von ihrem Leichtathletiktrainer Tsai Wen-Yi, dass ab 1988 im Gewichtheben für Frauen internationale Meisterschaften durchgeführt würden und entschloss sich, das Gewichtheben zu ihrer Hauptsportart zu machen. Tsai Wen-Yi übernahm fortan auch das Training der Gewichtheberinnen. Ab 1988 startete Chen Shu-chih bis 1996 jedes Jahr bei den Weltmeisterschaften und erzielte dabei erstklassige Resultate. Ihre größten Erfolge waren die Siege bei den Weltmeisterschaften 1993 in Melbourne und 1995 in Guangzhou/Volksrepublik China, jeweils in der – von 1993 bis 1997 gültigen – Gewichtsklasse bis 83 kg Körpergewicht.
1997 beendete sie ihre Laufbahn als aktive Gewichtheberin und absolvierte an der nationalchinesischen Sporthochschule (CPES) eine Ausbildung zur Diplom-Sportlehrerin.

## Internationale Erfolge/Zweikampf
(WM = Weltmeisterschaft, KG = Körpergewicht)
- 1988, 5. Platz, WM in Djakarta, bis 75 kg KG, mit 185 kg, hinter Li Hongling, China, 212,5 kg, Milena Trendafilowa, Bulgarien, 205 kg, Arlys Kovach-Johnson, USA, 197,5 kg und Senka Assenowa, Bulgarien, 195 kg; Chu Nan-mei
- 1989, 4. Platz, WM in Manchester, bis 75 kg KG, mit 200 kg, hinter Milena Trendafilowa, 220 kg, Zhang Xiaoli, China, 215 kg und Arlys Kovach-Johnson, 202,5 kg;
- 1990, 3. Platz, WM in Sarajevo, bis 75 kg KG, mit 205 kg, hinter Milena Trendafilowa, 237,5 kg und Li Changping, China, 220 kg;
- 1991, 4. Platz, WM in Donaueschingen, bis 82,5 kg KG, mit 220 kg, hinter Li Hongling, China, María Isabel Urrutia, Kolumbien, 240 kg und Karyn S. Marshall, USA, 227,4 kg;
- 1992, 2. Platz, WM in Warna, bis 82,5 kg KG, mit 210 kg, hinter Zhang Xiaoli, 252,5 kg und vor Valkana Tontschewa, Bulgarien, 197,5 kg;
- 1993, 1. Platz, WM in Melbourne, bis 83 kg KG, mit 230 kg vor Panagiotis Antonopoulou, Griechenland, 215 kg und Bhark Singh, Indien, 207,5 kg;
- 1994, 2. Platz, WM in Istanbul, bis 83 kg KG, hinter María Isabel Urrutia und vor Derya Açıkgöz, Türkei;
- 1995, 1. Platz, WM in Guangzhou/China, bis 83 kg KG, mit 240 kg, vor María Isabel Urrutia, 237,5 kg und P. Antonopoulou, 225 kg;
- 1996, 2. Platz, WM in Warschau, bis 83 kg KG, mit 242,5 kg, hinter Wei Xiangying, China, 242,5 kg und vor María Isabel Urrutia, 235 kg

## Medaillen Einzeldisziplinen
- WM-Goldmedaillen: 1993, Reißen, 102,5 kg – Stoßen, 127,5 kg – 1995, Stoßen, 135 kg
- WM-Silbermedaillen: 1992, Reißen, 95 kg – 1992, Stoßen, 115 kg – 1994, Reißen – 1994, Stoßen – 1995, Reißen, 105 kg – 1996, Reißen, 107,5 kg – 1996, Stoßen, 135 kg
- WM-Bronzemedaillen: 1989, Stoßen, 110 kg – 1990, Reißen, 92,5 kg – 1990, Stoßen, 112,5 kg

| Personendaten    | Personendaten              |
| ---------------- | -------------------------- |
| NAME             | Chen Shu-chih              |
| KURZBESCHREIBUNG | taiwanische Gewichtheberin |
| GEBURTSDATUM     | 1971                       |